# Ro (kunstsprog)
 For alternative betydninger, se Ro. (Se også artikler, som begynder med Ro)
Ro er et kunstsprog skabt af Edward Powell Foster mellem 1904 og 1905. Sproget blev skab for at skabe system i ordene. Foster mente at ord burde vise deres mening, så man, når man så et ukendt ord, kunne gætte hvilket emne det omhandlede. For eksempel er ordet for rød bofoc og ordet for gul bofof. Alle ord der starter med bofo er farver.
Problemet med sproget er at det ved udtale er meget svært at høre forskel på de enkelte ord da det ofte kun drejer sig om en forskel på et enkelt bogstav. Da ordene ligeledes er beslægtede i betydning kan det heller ikke udledes af konteksten. Derfor er ro ikke blevet så udbredt som f.eks. esperanto.
Andre sprog er forsøgt skabt efter samme princip, f.eks. ygyde.